# Tal R
Tal Rosenzweig, känd som Tal R, född 1967 i Tel Aviv Israel, är en dansk konstnär. Han har en dansk mor och en tjeckisk far och kom som ettåring med familjen till Danmark, där Tal R nu bor och arbetar. Tal R är professor på Kunstakademie Düsseldorf i Tyskland.
Tal R har studerat på Billedskolen i Köpenhamn 1986-88 och vid Det Kongelige Danske Kunstakademi i Köpenhamn 1994-2000. 
Tal R:s konst är lekfull, omedelbar och färgrik. Han är mest känd för sitt måleri, men arbetar även i andra tekniker. De senaste åren har han haft separatutställningar i bland annat Nederländerna, Storbritannien och Danmark. Tal R har visats på Magasin 3 Stockholm konsthall under hösten 2009.
Han fick Eckersbergmedaljen 2005. År 2018 mottog han Prins Eugen-medaljen för framstående konstnärlig gärning.